# هارولد ألبرت بيكر
هارولد ألبرت بيكر (بالإنجليزية: Harold A. Baker)‏ هو ضابط ومحامي وقاضي أمريكي، ولد في 1929 في ماونت كيسكو في الولايات المتحدة.